# Litota
Litota (grč. λιτότης, litótes = jednostavnost) stilska je figura oprječna hiperboli koja umanjuje izraz jer ga zamjenjuje slabijim izrazom koji je negativan i suprotan. Podvrsta litote je i mejoza.

## Primjeri litote
Litota u svakodnevnome govoru:
To nije ništa strašno.
Hrana nije bila loša.
Tamo vam neće biti loše.
On ne pije previše.
Litota je stilska figura koja se često koristi i u tekstovima Dobriše Cesarića, on je često kroz tu vrstu stilske figure znao umanjivati nešto što je veliko.